# 李沧区
李沧区是中国山东省青岛市所辖的一个市辖区，位于青岛市区北部。地处青岛城乡结合部位置，區政府駐李村街道黑龙江中路615号。
李沧境域，由原沧口区李村河以北区域（简称“沧口区域”）和原崂山区李村镇张村河以北区域（简称“李村区域”）组成。清末为即墨县仁化乡辖区。民国十一年（1922年），北洋政府接管胶澳后，李沧境域分属四沧、李村两个乡区。1994年5月，沧口、李村区域合并成立李沧区。

## 行政区划
李沧区辖11个街道：李村、虎山路、浮山路、振华路、沧口、兴华路、兴城路、楼山、湘潭路、九水、世园。

## 人口
根据第七次全国人口普查数据，截至2020年11月1日零时，李沧区常住人口73.7281万人。